# HMS Launceston Castle (K397)
«Лонстон Касл» (англ. HMS Launceston Castle (K397) — військовий корабель, корвет типу «Касл» Королівського військово-морського флоту Великої Британії за часів Другої світової війни.

## Історія створення
Корвет «Лонстон Касл» був закладений 27 травня 1943 року на верфі компанії Blyth Dry Dock у Блайті. 27 листопада 1943 року він був спущений на воду, а 20 червня 1944 року увійшов до складу Королівських ВМС Великої Британії.

## Історія служби
Корабель брав активну участь у бойових діях на морі у Другій світовій війні, бився у Північній Атлантиці, біля берегів Франції, Англії, супроводжував атлантичні конвої, служив у ескортних групах супроводу транспортних конвоїв. На рахунку корвета знищення у взаємодії з іншими протичовновими кораблями одного німецького підводного човна U-1200.
11 листопада 1944 року британські кораблі «Певенсі Касл», «Лонстон Касл», «Портчестер Касл» і «Кенілворт Касл» потопили німецький ПЧ U-1200 південніше Ірландії.
11 січня 1955 року, після того як біля Фастнет Рок в Атлантичному океані зникли два морських патрульних літаки «Авро Шеклтон» Королівських ПС, «Лонстон Касл» брав участь у пошукових операціях щодо зниклого літака. 24 січня того ж року він брав участь у пошукових операціях, після того, як «Файрфлай» морської авіації флоту впав у воду поблизу Лендс-Енд.